# Christian Wegmann
Christian Wegmann est un directeur sportif et ancien coureur cycliste allemand né le 22 février 1976 à Münster.

## Biographie
Christian Wegmann commence sa carrière professionnelle en 1997 dans l'équipe Die Continentale - Olympia. Il y remporte le Omloop der Kempen 1998 et termine 3e du renaissant Tour d'Allemagne 1999. Entre 2000 et 2002 il évolue dans l'équipe italienne Saeco où il gagne la 2e étape du Tour d'Autriche 2001 et la 4e étape du Tour de Bavière 2002

Après sa carrière professionnelle, il devient directeur sportif de l'équipe Gerolsteiner, dans laquelle évolue son frère Fabian, de 2006 à 2008. 

## Palmarès
- 1998
  - Omloop der Kempen
  - 5e étape du Tour du Japon
- 1999
  - 3e du Tour d'Allemagne
- 2001
  - Rund um die Hainleite
  - 2e étape du Tour d'Autriche
  - 3e du championnat d'Allemagne sur route
- 2002
  - 4e étape du Tour de Bavière
  - 2e de l'Uniqa Classic